# 2308 Schilt
2308 Schilt (1967 JM) là một tiểu hành tinh vành đai chính được phát hiện ngày 6 tháng 5 năm 1967 bởi C. U. Cesco và A. R. Klemola ở Yale-Columbia Southern Station, El Leoncito. Nó được đặt theo tên Jan Schilt, one of the founders of the Station. 